# Anourosorex
Anourosorex — рід комахоїдних ссавців з родини мідицевих. Проживає в Китаї, Тайвані, Індії та Індокитаї. Це єдиний відомий рід із триби Anourosoricini. Відомі 4 сучасні й 2 викопні види:
- Anourosorex assamensis
- Anourosorex schmidi
- Anourosorex squamipes
- Anourosorex yamashinai
- † Anourosorex japonicus
- † Anourosorex andabata

## Морфологічна характеристика
Однойменною особливістю цього виду є її короткий хвіст, довжина якого становить лише 7–17 міліметрів. Залежно від виду довжина тулуба й голови становить приблизно від 50 до 110 міліметрів. М'яке щільне хутро сіре зверху і світліше знизу. Вуха заховані в шерсті, очі крихітні, а морда подовжена. Широкі голі лапи закінчуються довгими кігтями.

## Спосіб життя
Середовищем їх проживання є гірські райони на висоті від 1500 до 3100 метрів над рівнем моря. Ведуть здебільшого підземний спосіб життя. Вони риють нори і нишпорять довгою мордою в землі або опалому листі в пошуках їжі. Живляться комахами, їх личинками і дощовими черв'яками.